# Eques

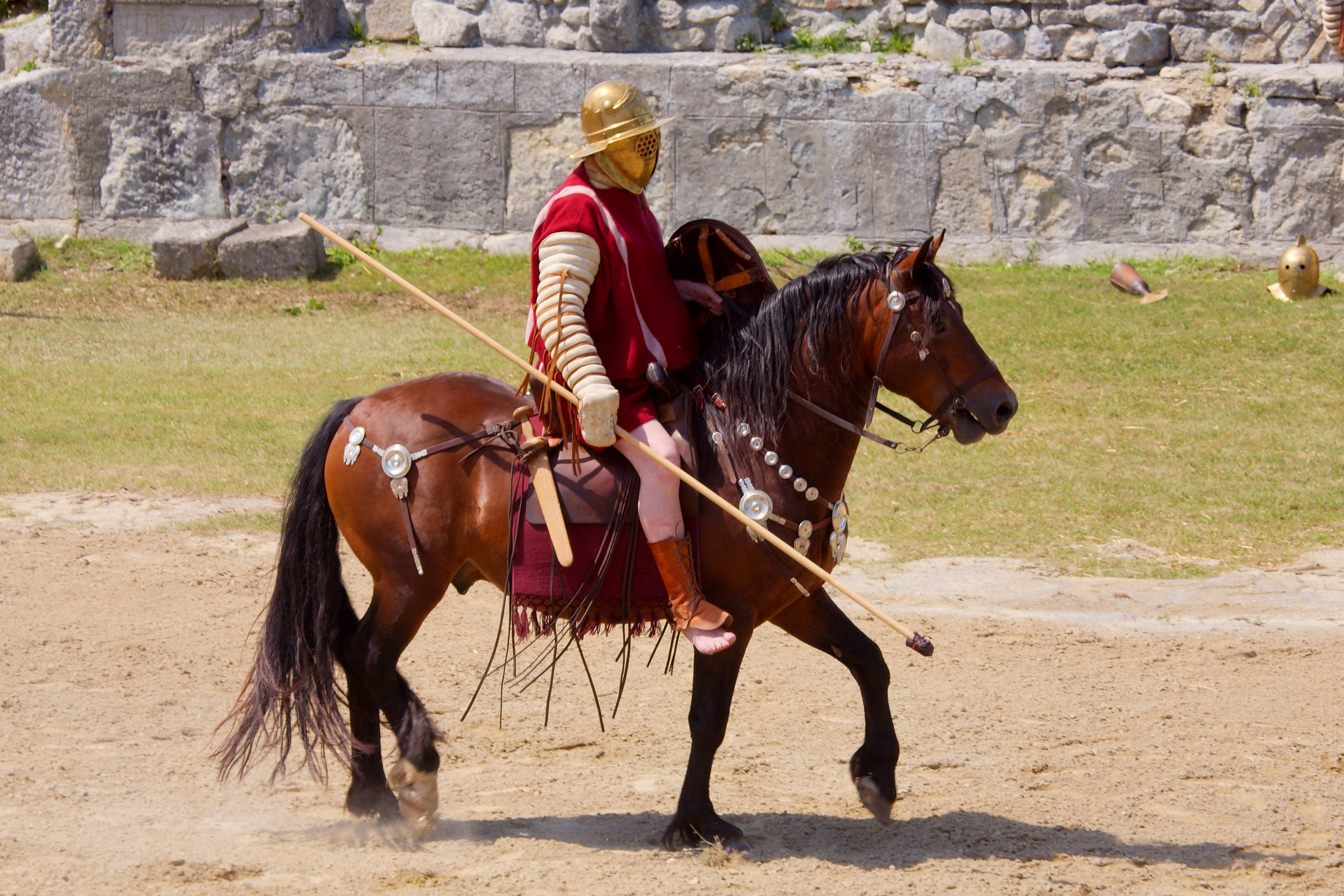
Eques – współczesna rekonstrukcja

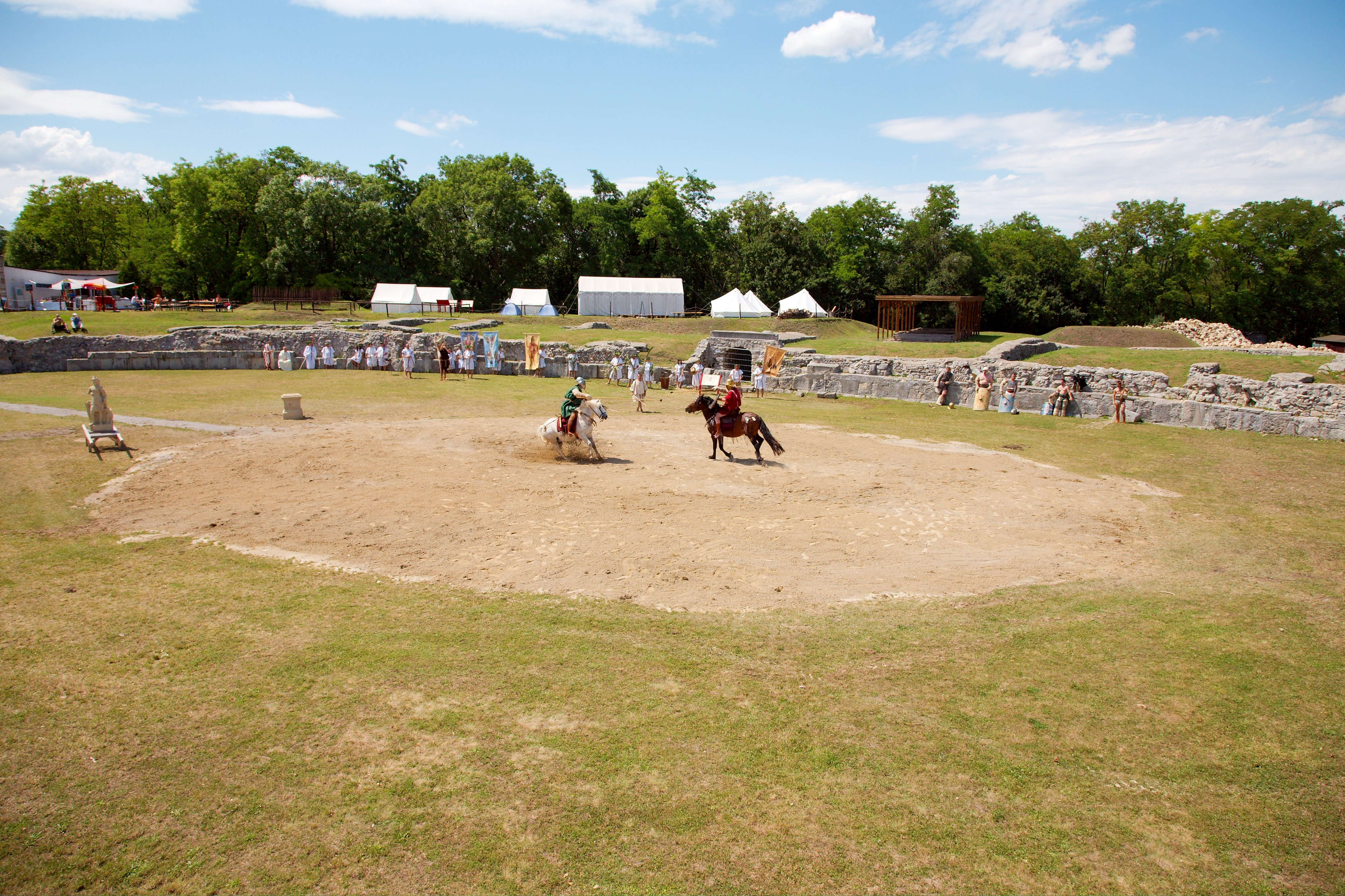
Equites walczący ze sobą konno

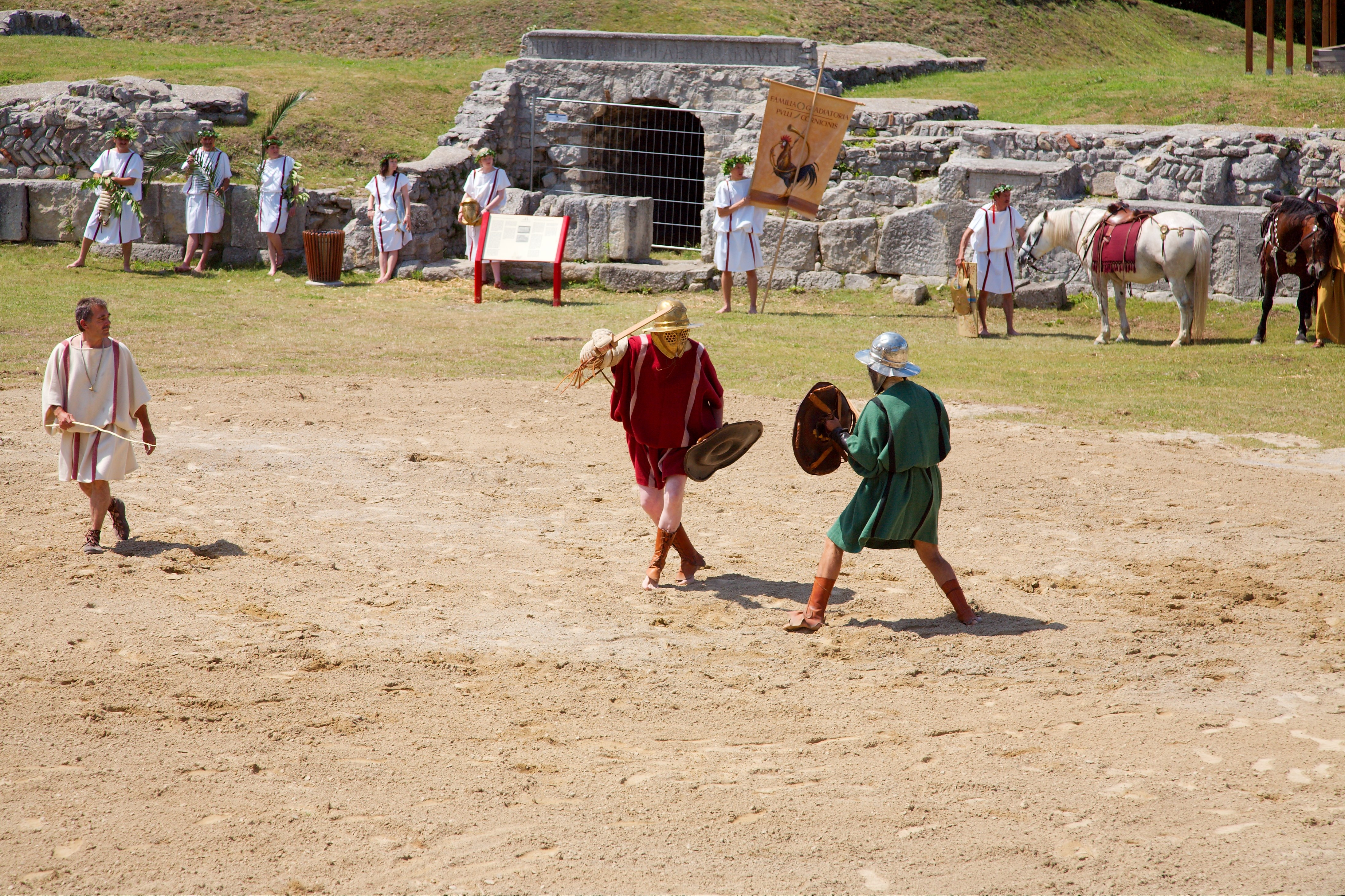
Equites walczący ze sobą po zejściu z koni

Eques (łac. jeździec, liczba mnoga Equites) – gladiator walczący konno przy czym na wierzchowcu walczył tylko w początkowej fazie, po czym z niego zsiadał (powodem mogło być połamanie włóczni) i pojedynek kończył pieszo. Equites wychodzili na arenę zazwyczaj jako pierwsi i walczyli tylko ze sobą.

## Ekwipunek
Eques wyposażony był we włócznię o dłuższym zasięgu której używał w pierwszej części pojedynku na koniu. Nosił także krótki miecz gladius, którego używał po zejściu z konia. Przez cały pojedynek korzystał z małej zaokrąglonej tarczy parma, która zapewniała mu ochronę przed włócznią podczas jazdy na koniu i mogła być używana do odbijania ataków mieczem jego przeciwnika w czasie walki w zwarciu.
Eques był bardzo lekko opancerzony. Do ochrony służył mu hełm z przyłbicą zwieńczony dwoma piórami, które były czysto dekoracyjne. Nosił pozbawioną rękawów tunikę, po jej bokach biegł szeroki kolorowy pas. Golenie miał owinięte, prawe ramię chroniła pikowana zbroja manica.